# Mickey Cave
Mickey Cave, all'anagrafe Michael John Cave (Weymouth, 28 gennaio 1949 – Aleppo, 6 novembre 1984) è stato un calciatore inglese, di ruolo centrocampista.

## Carriera
Tra il 1966 ed il 1968 gioca in Southern Football League (all'epoca una delle principali leghe calcistiche inglesi al di fuori della Football League) con i semiprofessionisti del Weymouth, club della sua città natale; esordisce tra i professionisti nel 1968, all'età di 19 anni, con il Torquay Utd, club della terza divisione inglese: rimane in squadra per complessive tre stagioni, tutte trascorse in questa categoria, scendendo in campo con buona regolarità (114 partite di campionato) e segnando in totale 17 reti. Nell'estate del 1971 si trasferisce al Bournemouth, altro club di terza divisione, dove, fatto salvo un periodo da 8 presenze e 4 reti nella parte finale della stagione 1971-1972 trascorso in prestito al Plymouth, gioca fino al termine della stagione 1973-1974, per complessive 99 presenze e 17 reti in terza divisione.
Nell'estate del 1974 sale di categoria, accasandosi in seconda divisione allo York City: gioca con i Mistermen per due stagioni in questa categoria, fino alla retrocessione in terza divisione subita al termine della stagione 1975-1976, restando poi in squadra anche per disputare la Third Division 1976-1977, per un totale di 96 presenze e 13 reti in partite di campionato con il club. Nel febbraio del 1977 fa ritorno al Bornemouth, nel frattempo retrocesso in quarta divisione; nell'estate del 1977 va invece in prestito ai Seattle Sounders, con cui segna 12 reti in 22 presenze nella North American Soccer League 1977. Con i Sounders raggiunse la finale del torneo, persa contro i N.Y. Cosmos, nella quale fornì l'assist al connazionale Tommy Ord per la rete del momentaneo pareggio.
Terminato il prestito, fa ritorno al Bournemouth dove conclude la Fourth Division 1977-1978. Torna quindi ai Seattle Sounders, con cui nel biennio 1978-1980 totalizza complessivamente 53 presenze e 19 reti nella NASL.